# إدارة الغابات

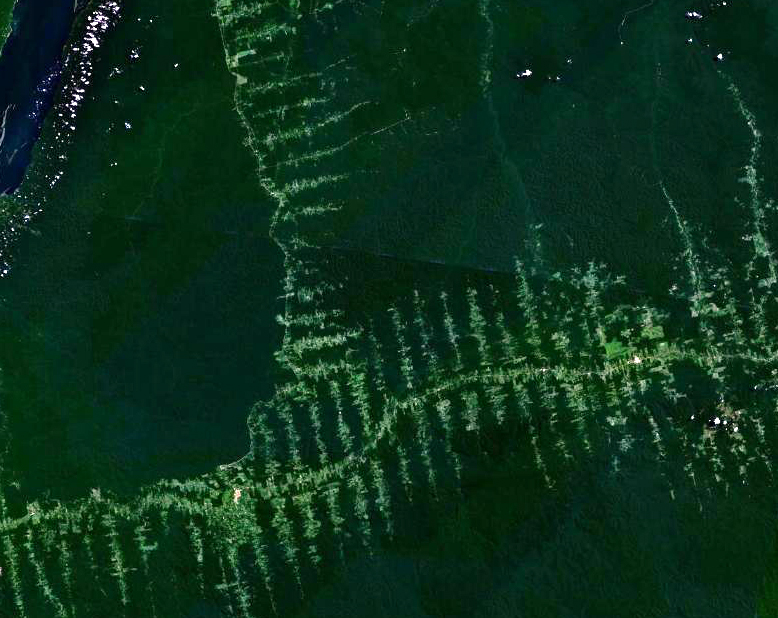

إدارة الغابات (بالإنجليزية: Forest management)، هي فرع من علم التحريج الذي يهتم بالجوانب الإدارية والاقتصادية والقانونية والاجتماعية للغابات فضلًا عن الجوانب العلمية والتقنية، مثل زراعة الغابات، والحماية، وتنظيم الغابات. ويشمل ذلك الإدارة المتعلقة بالجماليات والأسماك والترفيه والقيم الحضرية والمياه والحياة البرية والمنتجات الخشبية والموارد الوراثية الحرجية وقيم موارد الغابات الأخرى. ويمكن أن تقوم الإدارة على الحفظ أو الاقتصاد أو خليط من الاثنين. وتشمل التقنيات استخراج الأخشاب وزرع وإعادة زراعة الأنواع المختلفة، وقطع الطرق والممرات عبر الغابات، ومنع الحرائق.

## دور الغابات
تعدّ الغابة نظام طبيعي يمكنه توفير منتجات وخدمات مختلفة. توفر الغابات المياه، وتخفف من آثار التغير المناخي، وتوفر موائل للحياة البرية بما في ذلك العديد من الملقحات الضرورية لإنتاج الغذاء المستدام، وتوفر الأخشاب وحطب الوقود، وتعد مصدرًا للمنتجات الحرجية غير الخشبية بما في ذلك الغذاء والدواء، وتساهم في سبل العيش الريفية.
تشمل الغابات منتجات سوقية وغير سوقية. تتضمن المنتجات القابلة للتسويق السلع التي لها سعر سوقي. يعدّ الخشب المنتج الرئيسي، بأسعار تتراوح من بضع مئات الدولارات لكل ألف قدم خشبي إلى عدة آلاف من الدولارات لجذع خشب القشرة. تشمل المنتجات الأخرى الرعي والعلف، والمحاصيل المتخصصة مثل الفطر أو التوت، ورسوم استخدام الترفيه أو الصيد، والكتلة الحيوية لإنتاج الطاقة الحيوية. توفر الغابات أيضًا بعض القيم غير السوقية التي ليس لها سعر سوقي حاليًا. تشمل أمثلة السلع غير السوقية تحسين جودة المياه، وجودة الهواء، والجماليات، وعزل الكربون.
يتأثر عمل هذا النظام بالبيئة الطبيعية: المناخ، والتضاريس، والتربة، وما إلى ذلك، وأيضًا بالنشاط البشري. تشكل أفعال البشر في الغابات إدارة الغابات. تميل هذه الإدارة في المجتمعات المتقدمة إلى أن تكون مفصلة ومخططة من أجل تحقيق الأهداف المنشودة.

## الأهداف
توفر بعض الغابات منتجات تقليدية مثل حطب الوقود، والألياف للورق، والأخشاب، مع إهمال التفكير في المنتجات والخدمات الأخرى. ومع ذلك، نتيجة لتطور الوعي البيئي، أصبحت إدارة الغابات للاستخدام المتعدد أكثر شيوعًا.
توفر الغابات مجموعة متنوعة من خدمات النظام البيئي مثل تنقية الهواء، وعزل الكربون، وتصفية المياه، والحد من الفيضانات والتعرية. تعد الغابات النظام البيئي الأرضي الأكثر تنوعًا بيولوجيًا، وتوفر موئلًا لمجموعة واسعة من الحيوانات والطيور والنباتات وغيرها من الكائنات الحية. يمكنها توفير الغذاء والمواد وكذلك فرص للترفيه والتعليم. وجدت الأبحاث أن زراعة الغابات «قد تؤدي إلى انخفاض تنوع ووفرة الملقحات مقارنة بالغابات الطبيعية التي تتمتع بتنوع هيكلي ونباتي أكبر».

## الرصد والتخطيط
يطور الحراجيون (اختصاصيو الغابات) خطط إدارة الغابات وينفذونها معتمدين على الموارد المخططة، والجرد الذي يظهر الميزات الطبوغرافية للمنطقة وكذلك توزيع الأشجار (حسب النوع) وغيرها من الغطاءات النباتية. تتضمن الخطط أيضًا أهداف مالكي الأراضي، والطرق، والعبّارات، والقرب من المساكن البشرية، والمعالم المائية والظروف الهيدرولوجية، ومعلومات التربة. تشمل خطط إدارة الغابات عادة العلاجات الحرجية الموصى بها وجدولًا زمنيًا لتنفيذها. يعزز تطبيق الخرائط الرقمية في نظم المعلومات الجغرافية التي تستخرج وتدمج معلومات مختلفة حول تضاريس الغابات ونوع التربة وأغطية الأشجار وغيرها، باستخدام، على سبيل المثال، المسح بالليزر، خطط إدارة الغابات في الأنظمة الحديثة.
تتضمن خطط إدارة الغابات توصيات لتحقيق أهداف مالك الأرض والظروف المستقبلية المرغوبة للعقار، وفقًا للقيود البيئية والمالية واللوجستية (مثل الوصول إلى الموارد) وغيرها من القيود. تركز الخطط في بعض العقارات على إنتاج منتجات خشبية عالية الجودة للمعالجة أو البيع. ومن ثم تميل أنواع الأشجار وكميتها وشكلها، وكلها عناصر أساسية في قيمة جودة وكمية المنتجات المحصودة، إلى أن تكون مكونات مهمة في خطط زراعة الغابات.
تشمل خطط الإدارة الجيدة النظر في الظروف المستقبلية للغابة بعد أي معالجات حصاد موصى بها، بما في ذلك المعالجات المستقبلية (خاصة في معالجات الغابات الوسيطة)، وخطط التجدد الطبيعي أو الاصطناعي بعد عمليات الحصاد النهائية.
تؤثر أهداف ملاك الأراضي والمستأجرين على خطط الحصاد والمعالجة اللاحقة للموقع. في بريطانيا، يجب أن تراعي الخطط التي تتضمن «ممارسات جيدة للغابات» دائمًا احتياجات أصحاب المصلحة الآخرين مثل المجتمعات المجاورة أو السكان الريفيين الذين يعيشون داخل أو بجوار مناطق الغابات. يراعي الحراجيون قطع الأشجار والتشريعات البيئية عند تطوير الخطط. توجه الخطط عملية الحصاد المستدام للأشجار واستبدالها. وتشير إلى ما إذا كانت هناك حاجة لبناء الطرق أو غيرها من عمليات هندسة الغابات.
يحاول قادة الزراعة والغابات أيضًا فهم كيفية تأثير تشريعات التغير المناخي على ما يقومون به. ستوفر المعلومات المجمّعة البيانات التي ستحدد دور الزراعة والغابات في نظام تنظيمي جديد لتغير المناخ.

### جرد الغابات
تتمثل عملية جرد الغابات في جمع منهجي للبيانات ومعلومات الغابات بهدف التقييم أو التحليل. يعد تقدير قيمة الأخشاب واستخداماتها المحتملة جزءًا مهمًا من المعلومات الأوسع المطلوبة للحفاظ على النظم البيئية. ينبغي عند إجراء جرد للغابات قياس وملاحظة ما يلي: الأنواع، وقطر علوّ الصدر، والارتفاع، وجودة الموقع، والعمر، والعيوب. تفيد البيانات المجمعة في حساب عدد الأشجار لكل فدان، والمساحة القاعدية، وحجم الأشجار في منطقة ما، وقيمة الأخشاب. يمكن إجراء عمليات الجرد لأسباب أخرى غير مجرد حساب القيمة. يمكن مسح الغابة بصريًا لتقييم الأخشاب وتحديد مخاطر الحرائق المحتملة ومخاطر نشوبها. يمكن استخدام نتائج هذا النوع من الجرد في الإجراءات الوقائية وأيضًا في التوعية. يمكن إجراء مسوحات للحياة البرية بالتزامن مع جرد الأخشاب لتحديد عدد ونوع الحياة البرية داخل الغابة.
يتمثل الهدف من جرد الغابات الإحصائي في توفير معلومات شاملة حول حالة وديناميات الغابات للتخطيط الاستراتيجي والإداري. أما مجرد النظر إلى الغابة بهدف التقييم فيُسمى تقدير الضريبة.

### اعتبارات الحياة البرية
تتأثر وفرة وتنوع الطيور والثدييات والبرمائيات وغيرها من أشكال الحياة البرية باستراتيجيات وأنواع إدارة الغابات. تعد الغابات مهمة لأنها توفر لهذه الأنواع الغذاء والمساحة والماء. كما أن إدارة الغابات مهمة لأنها تساعد في الحفاظ على موارد الغابات واستخدامها. تعرضت عمليات إزالة الغابات لمساعدة أنواع معينة من الحياة البرية للانتقاد لأنها يمكن أن تؤدي إلى تجزئة الغابات، ما يسبب آثارًا ضارة.
تخصص حوالي 50 مليون هكتار (أو 24%) من أراضي الغابات الأوروبية لحماية التنوع البيولوجي والمناظر الطبيعية. تشمل الغابات المخصصة للتربة والمياه وغيرها من خدمات النظام البيئي حوالي 72 مليون هكتار (32% من مساحة الغابات الأوروبية). تتجدد أكثر من 90% من غابات العالم بشكل عضوي، وأكثر من نصفها مشمول بخطط إدارة الغابات أو ما يعادلها.